# Ștefan Oprea (agronom)
Ștefan Oprea (n. 6 octombrie 1928, Valea Călugărească, d. 2 ianuarie 2013, Cluj-Napoca) a fost unul din remarcabilii dascăli ai agronomiei românești.

## Biografie
Ștefan Oprea s-a născut la data de 6 octombrie 1928, în comuna Valea Călugărească (județul Prahova), situată pe Drumul Vinului.
Părinții, Grigore si Maria, provin din familii vechi, numeroase. Ștefan Oprea a avut patru frați, Stela si Sevasta (surori gemene), Eftimie si Ioana. Familia au susținut educația copiilor, mai ales pentru juniorul familiei, Ștefan. Importanța educației s-a transmis și nepoților, Cristian fiul Sevastei (Facultatea de Istorie), Alena fiica Ioanei (Facultatea de Medicina), Anca fiica lui Ștefan (Facultatea de Arhitectura) și Dorina fiica lui Eftimie (Facultatea de Chimie si Industrie Alimentara).
Casa familială, construită in anul 1912, este in continuare in sanul familiei, in prezent locuită de familia Dorinei. Se află in comuna Valea Călugărească pe aceeași strada cu Muzeul Crama 1777. 
După absolvirea în 1949 a Liceului Tehnic Viticol din localitate, a urmat cursurile Facultății de Agronomie din cadrul Institutului Agronomic din Cluj. În 1956, după terminarea studiilor universitare, a fost repartizat la proapăt inființata Stațiune Experimentală Pomicolă Cluj colaborând cu Rudolf Palocsay, fondatorul și directorul de la acea vreme al stațiunii. În 1971 obține titlul de doctor în Agronomie la Institutul Agronomic „Nicolae Bălcescu” București.
În cercetarea științifică horticolă a lucrat timp de 40 de ani (1954-1994), parcurgînd toate treptele ierarhice. De asemenea, în perioada 1965-1990 a desfășurat activitate didactică în cadrul Institutului Agronomic Cluj fiind succesiv șef de lucrări la disciplina de Viticultură de la Institutul Agronomic din Cluj (1965-1971), apoi conferențiar la Facultatea de Agricultură și Horticultură a aceluiași institut, șef al disciplinei de Pomicultură și Viticultură la secția de Agricultură și șef al disciplinei de Viticultură Generală și Specială la secția de Horticultură.
După anul 1990 profesorul Ștefan Oprea și-a continuat activitatea ca profesor asociat la Facultatea de Protecția Mediului a Universității din Oradea, profilul Horticultură.
Profesorul Ștefan Oprea a contribuit împreună cu un colectiv de cercetare la crearea, omologarea și promovarea în producție a nouă soiuri de viță de vie (Timpuriu de Cluj, Cetățuia , Napoca, Someșana, Transilvania, Splendid, Andrevit, Admira și Vlad) și cinci soiuri de măr (Aromat de vară, Roșu de Cluj, Ancuța, Ardelean și Feleac). 
A făcut parte din delegații oficiale care au reprezentat România la șase Congrese și cinci adunări generale ale Oficiului Internațional al Viei și Vinului (OIV) cu sediul la Paris, organisme ce coordonează politica viti-vinicolă pe plan mondial. Asemenea manifestări au fost organizate în Spania (1973), Italia (1974), Franța (1975, 1982 și 1984), Iugoslavia (1976), Elveția (1977), Grecia (1978), Germania (1979, 1989), Mexic (1980), Portugalia (1986).
A fost membru al Consiliului Național pentru Știință și Tehnologie, responsabil în comisia teritorială (CNST) pentru coordonarea activității de cercetare științifică pentru Horticultură din Transilvania, membru al prezidiului și președinte al secției de horticultură a Academiei de Științe Agricole și Silvice, membru al Oficiului Național al Viei și Vinului și al Societății Naționale de Horticultură, membru al Oficiului Internațional al Viei și Vinului (OIV), membru al grupului de experți OIV pentru genetică și ameliorarea viței de vie, membru al Societății Științifice Viti-Vinicole din Iugoslavia.
A publicat peste 380 de lucrări de specialitate și peste 30 de cărți și broșuri (monografii, tratate, manuale universitare, îndrumătoare, sinteze și recomandări).
Realizările profesorului Ștefan Oprea au fost apreciate și recompensate prin acordarea Premiului Academiei Române pe anul 1980, a trei ordine (al Muncii și Meritul Științific) și patru medalii de merit ale României, a unor medalii aniversare și diplome de onoare și de excelență. În afara granițelor a obținut medalia aniversară cu ocazia centenarului Facultății de Horticultură din Budapesta (1984) și două medalii OIV acordate cu ocazia Congreselor de la Nyon-Elveția (1977) și din Mexic (1980).